# Greigia vulcanica
Greigia vulcanica André è una pianta della famiglia delle Bromeliacee, diffusa in  Colombia ed Ecuador.